# Lancer du javelot aux championnats du monde d'athlétisme
Pour un article plus général, voir Championnats du monde d'athlétisme.
Le lancer du javelot fait partie des épreuves inscrites au programme des premiers championnats du monde d'athlétisme, en 1983, à Helsinki. 
Avec trois médailles d'or remportées, le Tchèque Jan Železný est l’athlète le plus titré dans cette épreuve. Sa compatriote Barbora Špotáková détient le record de victoires féminines avec trois titres également.
Les records des championnats du monde appartiennent chez les hommes à Jan Železný en 2001 avec 92,80 m, et à la Cubaine Osleidys Menéndez chez les femmes en 2005 avec 71,70 m.

## Éditions
| Années | 83 | 87 | 91 | 93 | 95 | 97 | 99 | 01 | 03 | 05 | 07 | 09 | 11 | 13 | 15 | 17 | 19 | 22 | 23 | Total |
| ------ | -- | -- | -- | -- | -- | -- | -- | -- | -- | -- | -- | -- | -- | -- | -- | -- | -- | -- | -- | ----- |
| Hommes | X  | X  | X  | X  | X  | X  | X  | X  | X  | X  | X  | X  | X  | X  | X  | X  | X  | X  | X  | 19    |
| Femmes | X  | X  | X  | X  | X  | X  | X  | X  | X  | X  | X  | X  | X  | X  | X  | X  | X  | X  | X  | 19    |

## Hommes

### Historique

#### 1983-1995

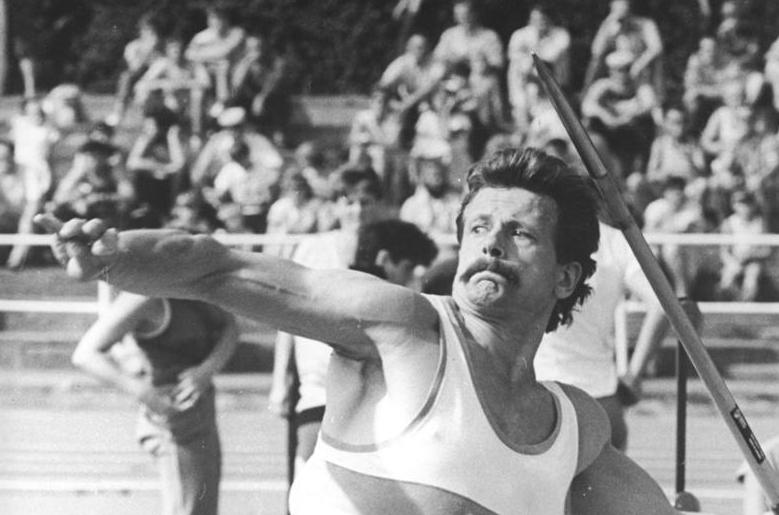
Detlef Michel, champion du monde du lancer du javelot en 1983.

L'Est-allemand Detlef Michel remporte les premiers championnats du monde d'athlétisme, en 1983 à Helsinki, en réalisant un lancer à 89,48 m à son deuxième essai. l'Américain Tom Petranoff, qui a porté le record du monde à 99,72 m quelques semaines plus tôt à Los Angeles, se classe deuxième de la finale avec 85,60 m, devant le Soviétique Dainis Kūla, champion olympique en 1980 à Moscou, qui établit la marque de 85,58 m.
En 1986, des modifications sont apportées par mesure de sécurité afin de permettre à l'engin de piquer et de le rendre moins planant, entrainant une nouvelle liste de records du monde à compter du 1er avril 1986. En 1987, lors des championnats du monde de Rome, le Finlandais Seppo Räty décroche le titre mondial avec un lancer à 83,54 m. Il devance le Soviétique Viktor Yevsyukov (82,52 m) et le Tchèque Jan Železný (82,20 m) qui figurait pourtant parmi les favoris au titre après avoir amélioré le record du monde quelques semaines plus tôt. 
Le Finlandais Kimmo Kinnunen devient champion du monde en 1991 à Tokyo en établissant un nouveau record des championnats du monde avec un lancer 90,82 m réalisé dès sa première tentative. Le tenant du titre Seppo Räty termine deuxième du concours avec 88,12 m, le Soviétique Vladimir Sasimovich remportant la médaille de bronze avec 87,08 m. De nouvelles règles sont apportées par l'IAAF en fin de saison 1991 en imposant un javelot lisse et non strié, une nouvelle liste de record du monde est alors instituée.
Jan Železný, champion olympique en 1992 à Barcelone, et nouveau détenteur du record du monde avec 95,94 m, confirme son rang en décrochant son premier titre de champion du monde en 1993 à Stuttgart. Il atteint la marque de 85,98 m à son cinquième essai et réalise un nouveau record des championnats du monde. Le tenant du titre Kimmo Kinnunen est médaillé d'argent avec 84,78 m et le Britannique Mick Hill est médaillé de bronze avec 82,96 m, son compatriote Steve Backley occupant la 4e place.
En 1995 à Göteborg, Jan Železný devient le premier athlète à remporter un deuxième titre de champion du  monde du lancer du javelot. En établissant la marque de 89,58 m à son sixième et dernier essai, il améliore le record des championnats et devance de plus de trois mètres Steve Backley, médaillé d'argent avec 86,30. m et l'Allemand Boris Henry, médaillé de bronze avec 86,08 m.

#### 1997-2005

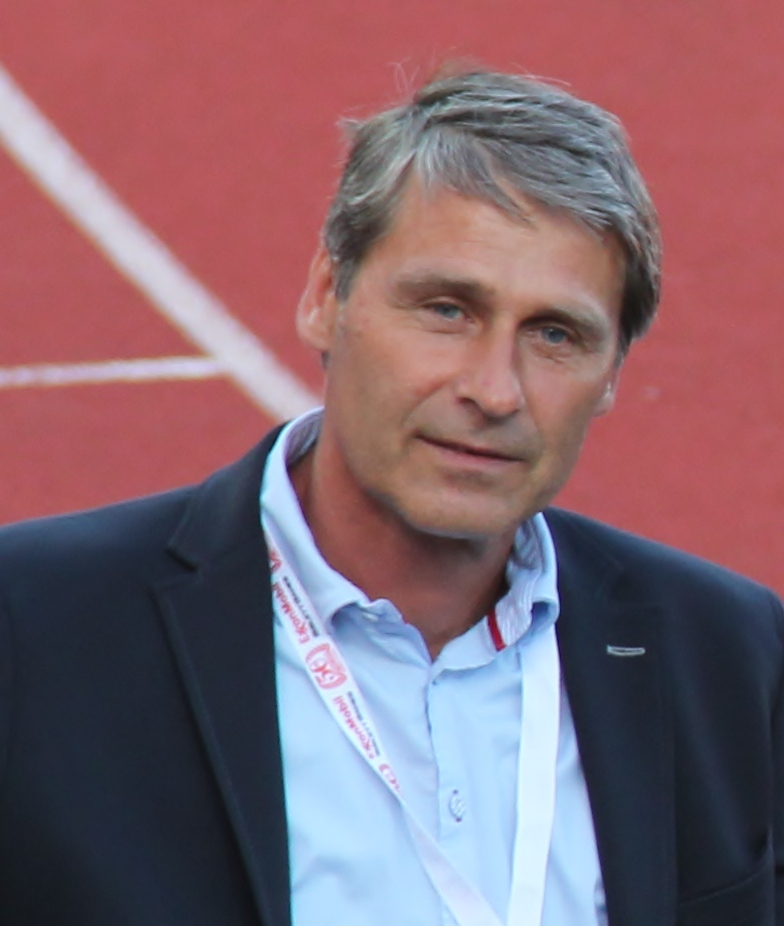
Jan Železný, champion du monde en 1993, 1995 et 2001.

Champion olympique pour la deuxième fois en 1996, et auteur d'un nouveau record du monde à 98,48 m, Jan Železný figure parmi les favoris au titre des championnats du monde de 1997, à Athènes. Mais le Tchèque réalise une contre-performance en ne réalisant que 82,04 m, terminant 9e du concours sans pouvoir bénéficier de trois essais supplémentaires. La victoire revient au Sud-africain Marius Corbett qui établit la marque de 88,40 m à son deuxième essai, nouveau record d'Afrique, et qui devance Steve Backley, une nouvelle fois médaillé d'argent avec 86,80 m et le Grec Konstadínos Gatsioúdis, troisième du concours avec 86,64 m.
Lors des mondiaux de Séville en 1999, le Finlandais Aki Parviainen prend le meilleur sur ses adversaires en atteignant la marque de 89,52 m à son cinquième essai. Konstadínos Gatsioúdis remporte la médaille d'argent avec 89,18 m, reléguant Jan Železný au troisième rang avec 87,67 m.
Un an après avoir remporté un troisième titre olympique à Sydney, Jan Železný décroche une troisième couronne mondiale à l'occasion des championnats du monde de 2001 à Edmonton. Il établit à cette occasion un nouveau record de la compétition avec un lancer à 92,80 m qu'il effectue à son deuxième essai, devançant le tenant du titre Aki Parviainen (91,31 m) et Konstadínos Gatsioúdis (89,95 m) qui monte sur un troisième podium consécutivement. 
Le Russe Sergey Makarov s'impose lors des championnats du monde 2003 avec un lancer à 85,44 m qu'il effectue à son premier essai. Le podium est complété par l'Estonien Andrus Värnik (85,17 m) et par Boris Henry (84,74 m) qui obtient une nouvelle médaille de bronze dans cette compétition. Jan Železný, qui dispute ses derniers championnats du monde quinze après sa première participation en 1987, se classe quatrième de la finale avec 84,09 m.
Andrus Värnik obtient le plus grand succès de sa carrière en 2005 à Helsinki en devenant champion du monde avec un lancer à 87,17 m qu'il établit à son quatrième essai. Il devance sur le podium le Norvégien Andreas Thorkildsen, champion olympique en 2004 à Athènes, qui termine deuxième avec 86,18 m et le tenant du titre Sergey Makarov, médaillé de bronze avec 83,54 m.

#### 2007-2015

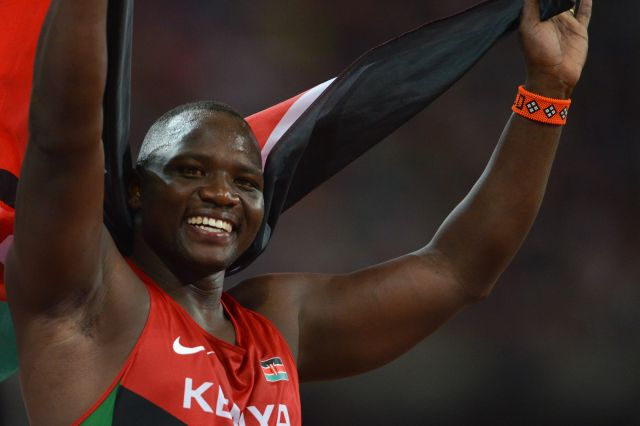
Julius Yego, champion du monde en 2015.

Le Finlandais Tero Pitkämäki est le favori des Championnats du monde 2007 à Osaka, quelques jours après avoir lancé au-delà des 90 mètres. Il signe son premier succès international majeur en dépassant une nouvelle fois cette limite avec 90,33 m réalisé à sa sixième et dernière tentative. Longtemps en tête du concours, Andreas Thorkildsen obtient une nouvelle médaille d'argent avec 88,61 m, l'Américain Breaux Greer s'emparant de la médaille de bronze avec 86,21 m.
Champion olympique en 2008 à Pékin, Andreas Thorkildsen décroche enfin le titre de champion du monde en 2009 à Berlin en établissant à son deuxième essai sa meilleure marque de la saison en 89,59 m. Le Cubain Guillermo Martínez, 2e avec 86,41 m et le Japonais Yukifumi Murakami, 3e avec 82,97 m, complètent le podium. Le tenant du titre Tero Pitkämäki termine au 5e rang.
Aux championnats du monde 2011 de Daegu, l'Allemand Matthias de Zordo prend la première place du concours dès le premier jet avec 86,27 m et parvient à conserver son avantage, malgré une blessure soignée en zone mixte qui l'empêche d'effectuer son troisième et son quatrième essai. Andreas Thorkildsen termine deuxième avec 84,78 m alors que le Cubain Guillermo Martínez se classe troisième avec 84,30 m.
Douze ans après le dernier succès de son compatriote Jan Železný, le Tchèque Vítězslav Veselý s'empare du titre lors des championnats du monde 2013 se déroulant à Moscou. Auteur d'un jet à 87,17 m dès son entrée dans le concours, il devance de 20 cm seulement Tero Pitkämäki qui atteint 87,07 m à son troisième essai, le Russe Dmitriy Tarabin s'adjugeant la médaille de bronze avec 86,23 m. Le Kényan Julius Yego, qui établit un nouveau record national en 85,40 m, termine au pied du podium, Andreas Thorkildsen occupant la 7e place finale. Le Trinidadien Keshorn Walcott, champion olympique un an plus tôt à Londres, est éliminé dès les qualifications.
Deux ans plus tard, aux championnats du monde 2015 à Pékin, Julius Yego décroche la médaille d'or en établissant la marque de 92,72 m à son troisième essai, améliorant le record d'Afrique de la spécialité et devenant le 3e meilleur performeur de tous les temps, derrière Jan Železný et Aki Parviainen. Il faut remonter au 12 août 2001 avec les 92,80 m de Jan Železný, pour retrouver une performance équivalente. Il devance l'Égyptien Ihab Abdelrahman, deuxième avec 88,99 m et Tero Pitkämäki, troisième avec 87,64 m.

#### Depuis 2017

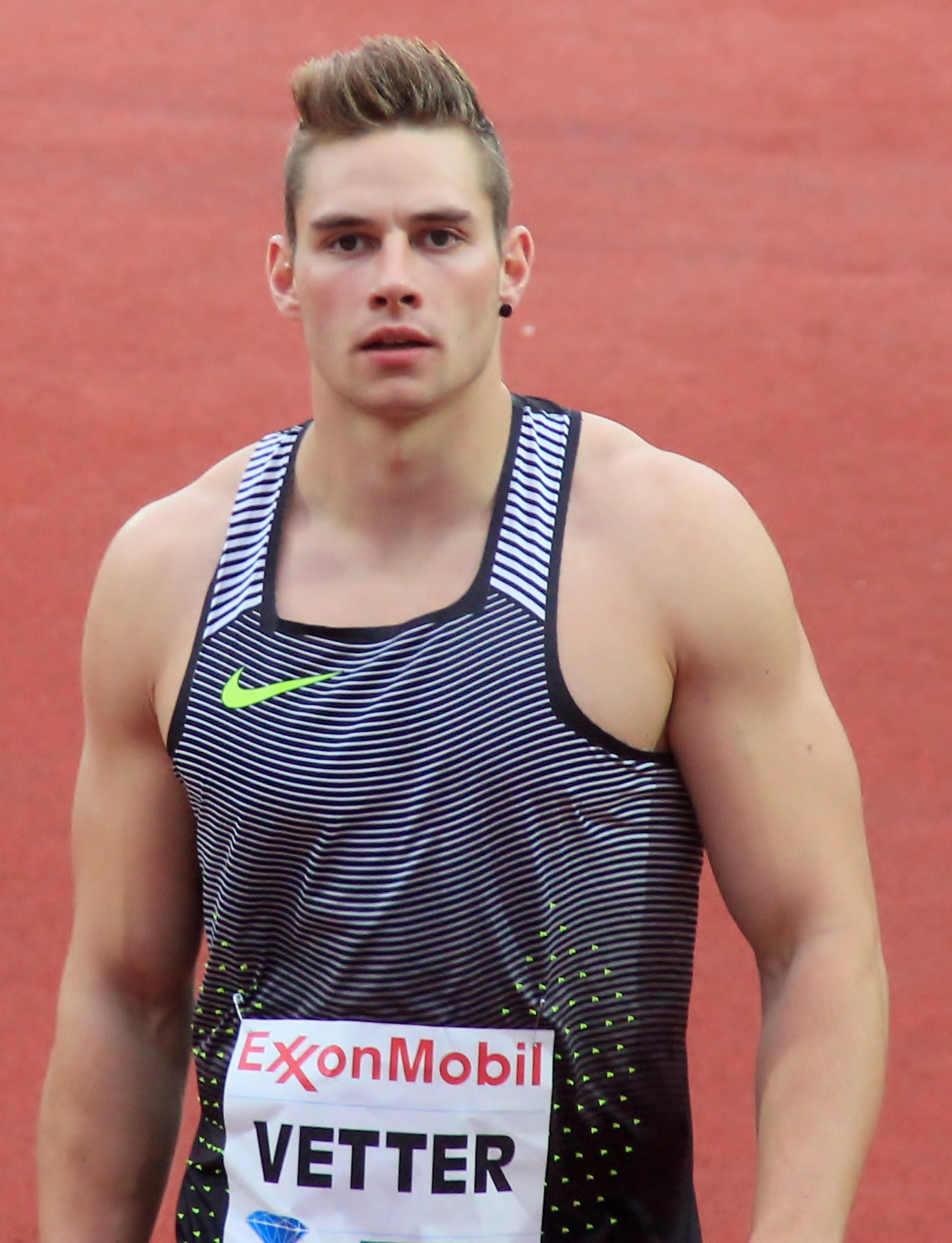
Johannes Vetter, champion du monde en 2017.

En qualifications des Championnats du monde de Londres en 2017, l'Allemand Johannes Vetter se qualifie en réalisant un jet à 91,20 m, établissant le plus long jet de l'histoire réalisé lors des qualifications, et cette performance aurait permis de remporter l'or dans tous les Mondiaux entre 2001 et 2013. Deux jours plus tard, en grand favori, Vetter est sacré champion du monde avec un jet à 89,89 m, battant sur le podium les Tchèques Jakub Vadlejch (89,79 m) et Petr Frydrych (88,32 m). L'Allemand Thomas Röhler, champion olympique à Rio en 2016, termine au pied du podium alors que Julius Yego, le tenant du titre, se classe 12e.
En 2019, le Grenadien Anderson Peters remporte la médaille d'or des championnats du monde de Doha grâce à un jet à 89,89 m réussi à son quatrième essai, décrochant ainsi la première médaille d'or mondiale de l'Histoire de la Grenade dans un lancer, et également la deuxième médaille d'or mondiale de son pays après celle remportée par son compatriote Kirani James lors du 400 m des Mondiaux de Daegu en 2011. Il devance l'Estonien Magnus Kirt (86,21 m) et le tenant du titre Johannes Vetter (85,37 m).
Aux championnats du monde 2022 à Eugene, Anderson Peters établit le meilleur lancer des qualifications avec 89,91 m. En finale, il prend la tête du concours dès son premier essai en réalisant 90,21 m, performance qu'il améliore à son deuxième essai avec 90,46 m, puis à son sixième et dernier essai avec 90,54 m. Il conserve son titre mondial obtenu à Doha, et devance de plus de deux mètres le champion olympique indien Neeraj Chopra (88,13 m), et Jakub Vadlejch (88,09 m). Johannes Vetter, déclare forfait avant ces championnats à la suite d'une blessure à l'épaule.
Médaillé d'argent en 2022, Neeraj Chopra devient champion du monde en 2023 à Budapest avec un lancer à 88,17 mètres réalisé à son deuxième essai, devançant le Pakistanais Arshad Nadeem (87,82 m) et Jakub Vadlejch (86,67 m). Il remporte son seul titre majeur manquant après ses succès aux Jeux olympiques, aux championnats d'Asie, aux Jeux du Commonwealth et aux Jeux asiatiques. Le double tenant du titre Anderson Peters est éliminé dès les qualifications.

### Palmarès
| Édition | Or                          | Argent                         | Bronze                         |
| ------- | --------------------------- | ------------------------------ | ------------------------------ |
| 1983    | Detlef Michel 89,48 m       | Tom Petranoff 85,60 m          | Dainis Kūla 85,58 m            |
| 1987    | Seppo Räty 83,54 m          | Viktor Yevsyukov 82,52 m       | Jan Železný 82,20 m            |
| 1991    | Kimmo Kinnunen 90,82 m      | Seppo Räty 88,12 m             | Vladimir Sasimovich 87,08 m    |
| 1993    | Jan Železný 85,98 m         | Kimmo Kinnunen 84,78 m         | Mick Hill 82,96 m              |
| 1995    | Jan Železný 89,58 m         | Steve Backley 86,30 m          | Boris Henry 86,08 m            |
| 1997    | Marius Corbett 88,40 m      | Steve Backley 86,80 m          | Konstadínos Gatsioúdis 86,64 m |
| 1999    | Aki Parviainen 89,52 m      | Konstadínos Gatsioúdis 89,18 m | Jan Železný 87,67 m            |
| 2001    | Jan Železný 92,80 m         | Aki Parviainen 91,31 m         | Konstadínos Gatsioúdis 89,95 m |
| 2003    | Sergueï Makarov 85,44 m     | Andrus Värnik 85,17 m          | Boris Henry 84,74 m            |
| 2005    | Andrus Värnik 87,17 m       | Andreas Thorkildsen 86,18 m    | Sergueï Makarov 83,54 m        |
| 2007    | Tero Pitkämäki 90,33 m      | Andreas Thorkildsen 88,61 m    | Breaux Greer 86,21 m           |
| 2009    | Andreas Thorkildsen 89,59 m | Guillermo Martínez 86,41 m     | Yukifumi Murakami 82,97 m      |
| 2011    | Matthias de Zordo 86,27 m   | Andreas Thorkildsen 84,78 m    | Guillermo Martínez 84,30 m     |
| 2013    | Vítězslav Veselý 87,17 m    | Tero Pitkämäki 87,07 m         | Dmitriy Tarabin 86,23 m        |
| 2015    | Julius Yego 92,72 m         | Ihab Abdelrahman 88,99 m       | Tero Pitkämäki 87,64 m         |
| 2017    | Johannes Vetter 89,89 m     | Jakub Vadlejch 89,73 m         | Petr Frydrych 88,32 m          |
| 2019    | Anderson Peters 86,89 m     | Magnus Kirt 86,21 m            | Johannes Vetter 85,37 m        |
| 2022    | Anderson Peters 90,54 m     | Neeraj Chopra 88,13 m          | Jakub Vadlejch 88,09 m         |
| 2023    | Neeraj Chopra 88,17 m       | Arshad Nadeem 88,82 m          | Jakub Vadlejch 86,67 m         |

### Multiples médaillés
| Rang | Athlète                | Pays        | Période   | Or | Argent | Bronze | Total |
| ---- | ---------------------- | ----------- | --------- | -- | ------ | ------ | ----- |
| 1    | Jan Železný            | Tchéquie    | 1987–2001 | 3  | 0      | 2      | 5     |
| 2    | Anderson Peters        | Grenade     | 2019–2022 | 2  | 0      | 0      | 2     |
| 3    | Andreas Thorkildsen    | Norvège     | 2005–2011 | 1  | 3      | 0      | 4     |
| 4    | Tero Pitkämäki         | Finlande    | 2007–2015 | 1  | 1      | 1      | 3     |
| 5=   | Andrus Värnik          | Estonie     | 2003–2005 | 1  | 1      | 0      | 2     |
| 5=   | Aki Parviainen         | Finlande    | 1999–2001 | 1  | 1      | 0      | 2     |
| 5=   | Kimmo Kinnunen         | Finlande    | 1991–1993 | 1  | 1      | 0      | 2     |
| 5=   | Seppo Räty             | Finlande    | 1987–1991 | 1  | 1      | 0      | 2     |
| 5=   | Neeraj Chopra          | Inde        | 2022–2023 | 1  | 1      | 0      | 2     |
| 10=  | Sergueï Makarov        | Russie      | 2003–2005 | 1  | 0      | 1      | 2     |
| 10=  | Johannes Vetter        | Allemagne   | 2017–2019 | 1  | 0      | 1      | 2     |
| 12   | Steve Backley          | Royaume-Uni | 1995–1997 | 0  | 2      | 0      | 2     |
| 13=  | Konstadínos Gatsioúdis | Grèce       | 1997–2001 | 0  | 1      | 2      | 3     |
| 13=  | Jakub Vadlejch         | Tchéquie    | 2017–2023 | 0  | 1      | 2      | 3     |
| 15   | Guillermo Martínez     | Cuba        | 2009–2011 | 0  | 1      | 1      | 2     |
| 16   | Boris Henry            | Allemagne   | 1995–2003 | 0  | 0      | 2      | 2     |

### Records des championnats
| Marque                                          | Athlète          | Lieu      | Date         |
| ----------------------------------------------- | ---------------- | --------- | ------------ |
| Premier modèle de javelot (jusqu'au 31/03/1986) |                  |           |              |
| 88,86 m                                         | Klaus Tafelmeier | Helsinki  | 10 août 1983 |
| 90,40 m                                         | Detlef Michel    | Helsinki  | 10 août 1983 |
| Deuxième modèle (01/04/1986 au 17/11/1991)      |                  |           |              |
| 82,10 m                                         | Viktor Yevsyukov | Rome      | 29 août 1987 |
| 82,20 m                                         | Jan Železný      | Rome      | 30 août 1987 |
| 82,32 m                                         | Seppo Räty       | Rome      | 30 août 1987 |
| 82,52 m                                         | Viktor Yevsyukov | Rome      | 30 août 1987 |
| 83,54 m                                         | Seppo Räty       | Rome      | 30 août 1987 |
| 90,82 m                                         | Kimmo Kinnunen   | Tokyo     | 26 août 1991 |
| Modèle actuel (depuis le 18/11/1991)            |                  |           |              |
| 84,78 m                                         | Kimmo Kinnunen   | Stuttgart | 16 août 1993 |
| 85,98 m                                         | Jan Železný      | Stuttgart | 16 août 1993 |
| 87,60 m                                         | Boris Henry      | Göteborg  | 13 août 1995 |
| 89,58 m                                         | Jan Železný      | Göteborg  | 13 août 1995 |
| 91,31 m                                         | Aki Parviainen   | Edmonton  | 12 août 2001 |
| 92,80 m                                         | Jan Železný      | Edmonton  | 12 août 2001 |

## Femmes

### Historique

#### Depuis 2017

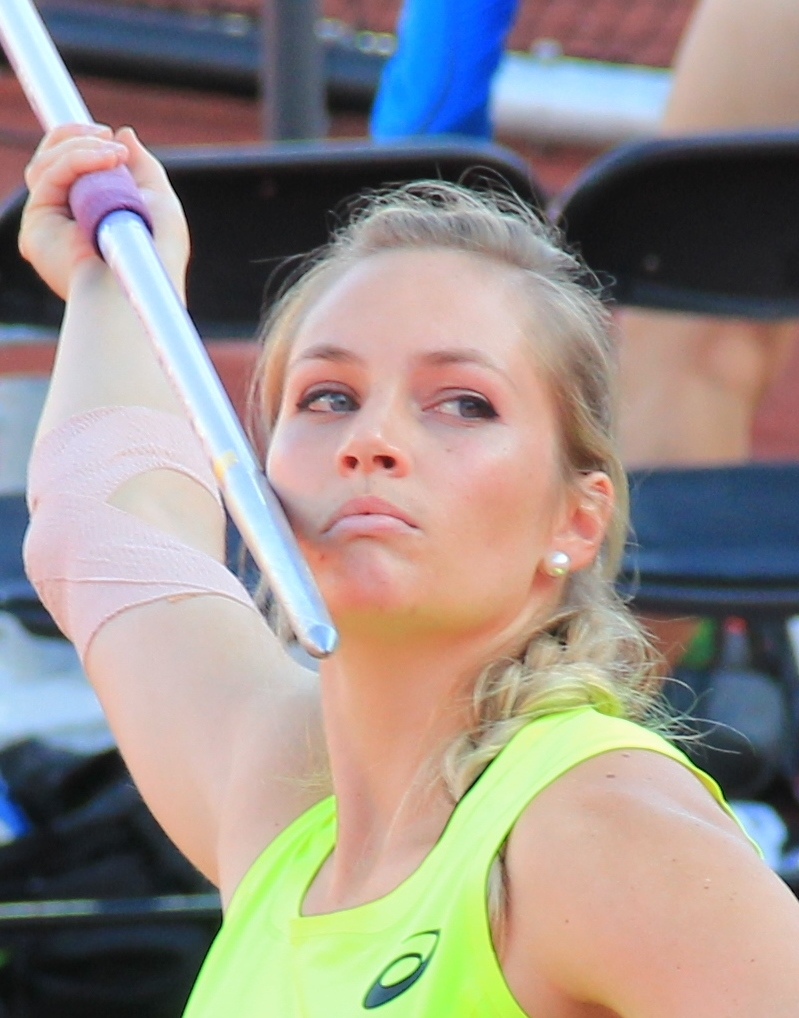
Kelsey-Lee Barber, championne du monde en 2019 et 2022.

En 2017 aux mondiaux de Londres, Barbora Špotáková décroche son troisième titre de championne du monde et devient l'athlète féminine la plus titrée dans cette épreuve. Avec un lancer à 66,76 m réalisé à son deuxième essai, elle devance les Chinoises Li Lingwei qui bat son record personnel avec 66,25 m et Lü Huihui, médaillée de bronze avec 65,26 m. La Croate Sara Kolak, championne olympique un an plus tôt à Rio de Janeiro, termine au pied du podium avec 64,95 m.
Lors des championnats du monde 2019 à Doha, Kelsey-Lee Barber devient la première championne du monde australienne du lancer du javelot en réalisant 66,56 m à son dernier essai, ce qui lui permet de devancer les Chinoises Liu Shiying (65,88 m) et Lü Huihui (65,49 m),.
Kelsey-Lee Barber conserve son titre lors des championnats du monde 2022, à Eugene, en réalisant la meilleure performance mondiale de l'année à son troisième essai avec 66,91 m. Elle devance sur le podium l'Américaine Kara Winger (64,05 m) et la Japonaise Haruka Kitaguchi (63,27 m).

### Palmarès
| Édition | Or                             | Argent                         | Bronze                      |
| ------- | ------------------------------ | ------------------------------ | --------------------------- |
| 1983    | Tiina Lillak 70,82 m           | Fatima Whitbread 69,14 m       | Ánna Veroúli 65,72 m        |
| 1987    | Fatima Whitbread 76,64 m       | Petra Felke-Meier 71,76 m      | Beate Peters 68,82 m        |
| 1991    | Xu Demei 68,78 m               | Petra Felke-Meier 68,68 m      | Silke Renk 66,80 m          |
| 1993    | Trine Hattestad 69,19 m        | Karen Forkel 65,80 m           | Natalya Shikolenko 65,64 m  |
| 1995    | Natalya Shikolenko 67,56 m     | Felicia Țilea-Moldovan 65,22 m | Mikaela Ingberg 65,16 m     |
| 1997    | Trine Hattestad 68,78 m        | Joanna Stone 68,64 m           | Tanja Damaske 67,12 m       |
| 1999    | Miréla Manjani-Tzelíli 67,09 m | Tatyana Shikolenko 66,37 m     | Trine Hattestad 66,06 m     |
| 2001    | Olisdeilys Menéndez 69,53 m    | Miréla Manjani 65,78 m         | Sonia Bisset 64,69 m        |
| 2003    | Miréla Manjani 66,52 m         | Tatyana Shikolenko 63,28 m     | Steffi Nerius 62,70 m       |
| 2005    | Olisdeilys Menéndez 71,70 m    | Christina Obergföll 70,03 m    | Steffi Nerius 65,96 m       |
| 2007    | Barbora Špotáková 67,07 m      | Christina Obergföll 66,46 m    | Steffi Nerius 64,42 m       |
| 2009    | Steffi Nerius 67,30 m          | Barbora Špotáková 66,42 m      | Monica Stoian 64,51 m       |
| 2011    | Barbora Špotáková 71,58 m      | Sunette Viljoen 68,38 m        | Christina Obergföll 65,24 m |
| 2013    | Christina Obergföll 69,05 m    | Kimberley Mickle 66,60 m       | Mariya Abakumova 65,09 m    |
| 2015    | Katharina Molitor 67,39 m      | Lü Huihui 66,13 m              | Sunette Viljoen 65,79 m     |
| 2017    | Barbora Špotáková 66,76 m      | Li Lingwei 66,25 m             | Lü Huihui 65,26 m           |
| 2019    | Kelsey-Lee Barber 66,56 m      | Liu Shiying 65,88 m            | Lü Huihui 65,49 m           |
| 2022    | Kelsey-Lee Barber 66,91 m      | Kara Winger 64,05 m            | Haruka Kitaguchi 63,27 m    |
| 2023    | Haruka Kitaguchi 66,73 m       | Flor Ruíz 65,47 m              | Mackenzie Little 63,38 m    |

### Multiples médaillées
| Rang | Athlète             | Pays           | Période   | Or | Argent | Bronze | Total |
| ---- | ------------------- | -------------- | --------- | -- | ------ | ------ | ----- |
| 1    | Barbora Špotáková   | Tchéquie       | 2007–2017 | 3  | 1      | 0      | 4     |
| 2    | Miréla Manjani      | Grèce          | 1999–2003 | 2  | 1      | 0      | 3     |
| 3    | Trine Hattestad     | Norvège        | 1993–1999 | 2  | 0      | 1      | 3     |
| 4=   | Olisdeilys Menéndez | Cuba           | 2001–2005 | 2  | 0      | 0      | 2     |
| 4=   | Kelsey-Lee Barber   | Australie      | 2019–2022 | 2  | 0      | 0      | 2     |
| 6    | Christina Obergföll | Allemagne      | 2005–2013 | 1  | 2      | 1      | 4     |
| 7    | Fatima Whitbread    | Royaume-Uni    | 1983–1987 | 1  | 1      | 0      | 2     |
| 8    | Steffi Nerius       | Allemagne      | 2003–2009 | 1  | 0      | 3      | 4     |
| 9=   | Natalya Shikolenko  | Biélorussie    | 1993–1995 | 1  | 0      | 1      | 2     |
| 9=   | Haruka Kitaguchi    | Japon          | 2022–2023 | 1  | 0      | 1      | 2     |
| 11=  | Petra Felke         | Allemagne      | 1987–1991 | 0  | 2      | 0      | 2     |
| 11=  | Tatyana Shikolenko  | Russie         | 1999–2003 | 0  | 2      | 0      | 2     |
| 13   | Lü Huihui           | Chine          | 2015–2019 | 0  | 1      | 2      | 3     |
| 14   | Sunette Viljoen     | Afrique du Sud | 2011–2015 | 0  | 1      | 1      | 2     |

### Records des championnats
| Marque                                         | Athlète             | Lieu     | Date             | Record |
| ---------------------------------------------- | ------------------- | -------- | ---------------- | ------ |
| Ancien modèle de javelot (jusqu'au 31/03/1999) |                     |          |                  |        |
| 64,80 m                                        | Tessa Sanderson     | Helsinki | 12 août 1983     |        |
| 68,50 m                                        | Ánna Veroúli        | Helsinki | 12 août 1983     |        |
| 69,16 m                                        | Tiina Lillak        | Helsinki | 12 août 1983     |        |
| 70,82 m                                        | Tiina Lillak        | Helsinki | 13 août 1983     |        |
| 73,16 m                                        | Fatima Whitbread    | Rome     | 6 septembre 1987 |        |
| 76,64 m                                        | Fatima Whitbread    | Rome     | 6 septembre 1987 |        |
| Modèle actuel (depuis le 01/04/1999)           |                     |          |                  |        |
| 62,67 m                                        | Trine Hattestad     | Séville  | 26 août 1999     |        |
| 64,61 m                                        | Olisdeilys Menéndez | Séville  | 28 août 1999     |        |
| 66,06 m                                        | Trine Hattestad     | Séville  | 28 août 1999     |        |
| 66,33 m                                        | Miréla Manjani      | Séville  | 28 août 1999     |        |
| 67,09 m                                        | Miréla Manjani      | Séville  | 28 août 1999     |        |
| 69,53 m                                        | Olisdeilys Menéndez | Edmonton | 6 août 2001      |        |
| 71,70 m                                        | Olisdeilys Menéndez | Helsinki | 14 août 2005     | WR     |
| 71,99 m                                        | Mariya Abakumova    | Daegu    | 2 septembre 2011 |        |